# Mayenne (departement)
Mayenne (53) is een Frans departement, gelegen in de regio Pays de la Loire.

## Geschiedenis
Het departement was een van de 83 departementen die werden gecreëerd tijdens de Franse Revolutie, op 4 maart 1790 door uitvoering van de wet van 22 december 1789, uitgaande van een deel van de provincie Maine.

## Geografie
Mayenne is omgeven door de departementen Manche, Orne, Sarthe, Maine-et-Loire en Ille-et-Vilaine.
Mayenne bestaat uit drie arrondissementen:
- Arrondissement Château-Gontier
- Arrondissement Laval
- Arrondissement Mayenne

Mayenne heeft 17 kantons:
- Kantons van Mayenne

Mayenne heeft 262 gemeenten:
- Lijst van gemeenten in het departement Mayenne

## Demografie
De inwoners van Mayenne heten Mayennais.

### Demografische evolutie sinds 1962
| Naam       | Index 1962 | Index 1968 | Index 1975 | Index 1982 | Index 1990 | Index 1999 | Index 2008 | Index 2019 |
| ---------- | ---------- | ---------- | ---------- | ---------- | ---------- | ---------- | ---------- | ---------- |
| Mayenne    | 100,0      | 101,1      | 104,7      | 108,7      | 111,2      | 114,1      | 121,2      | 122,8      |
| Frankrijk* | 100,0      | 107,1      | 113,3      | 117,0      | 121,9      | 126,0      | 133,8      | 140,1      |

| Naam       | Inw./Km² 1962 | Inw./km² 1968 | Inw./km² 1975 | Inw./km² 1982 | Inw./km² 1990 | Inw./km² 1999 | Inw./km² 2008 | Inw./km² 2019 |
| ---------- | ------------- | ------------- | ------------- | ------------- | ------------- | ------------- | ------------- | ------------- |
| Mayenne    | 48,3          | 48,8          | 50,6          | 52,5          | 53,7          | 55,1          | 58,5          | 59,3          |
| Frankrijk* | 84,2          | 90,1          | 95,4          | 98,5          | 102,7         | 106,1         | 112,7         | 119,7         |

Frankrijk* = exclusief overzeese gebieden
Bron: Recensement Populaire INSEE - 1962 tot 1999 population sans doubles comptes, nadien Population Municipale
Op 1 januari 2022 had Mayenne 305.437 inwoners.

### De 10 grootste gemeenten in het departement
| #  | Gemeente                    | Aantal inwoners (2022) |
| -- | --------------------------- | ---------------------- |
| 1  | Laval                       | 49.474                 |
| 2  | Château-Gontier-sur-Mayenne | 16.539                 |
| 3  | Mayenne                     | 12.854                 |
| 4  | Évron                       | 8.380                  |
| 5  | Saint-Berthevin             | 7.384                  |
| 6  | Changé                      | 6.482                  |
| 7  | Bonchamp-lès-Laval          | 6.294                  |
| 8  | Ernée                       | 5.511                  |
| 9  | L'Huisserie                 | 4.554                  |
| 10 | Craon                       | 4.415                  |

## Afbeeldingen

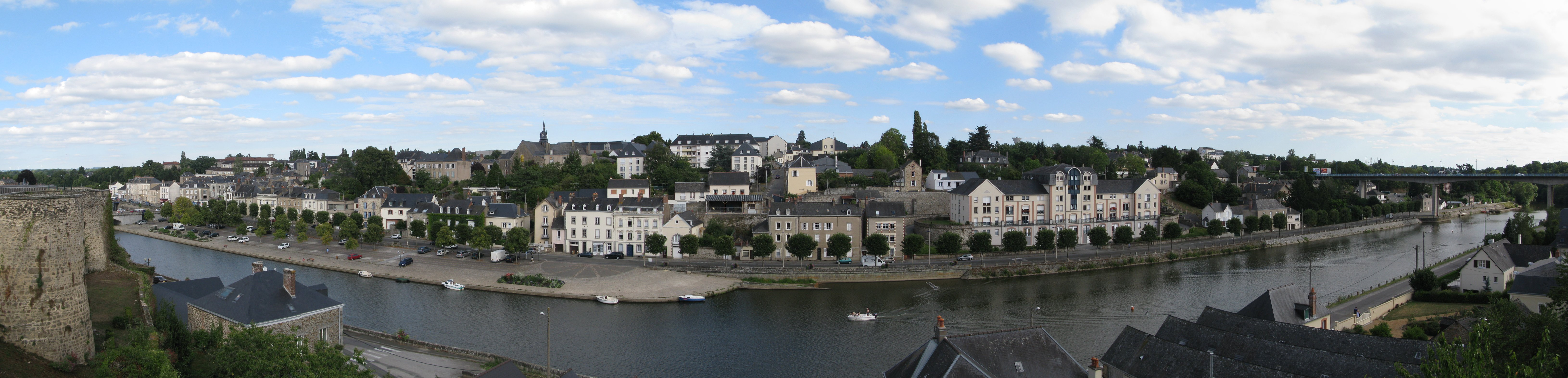
Gezicht op Mayenne
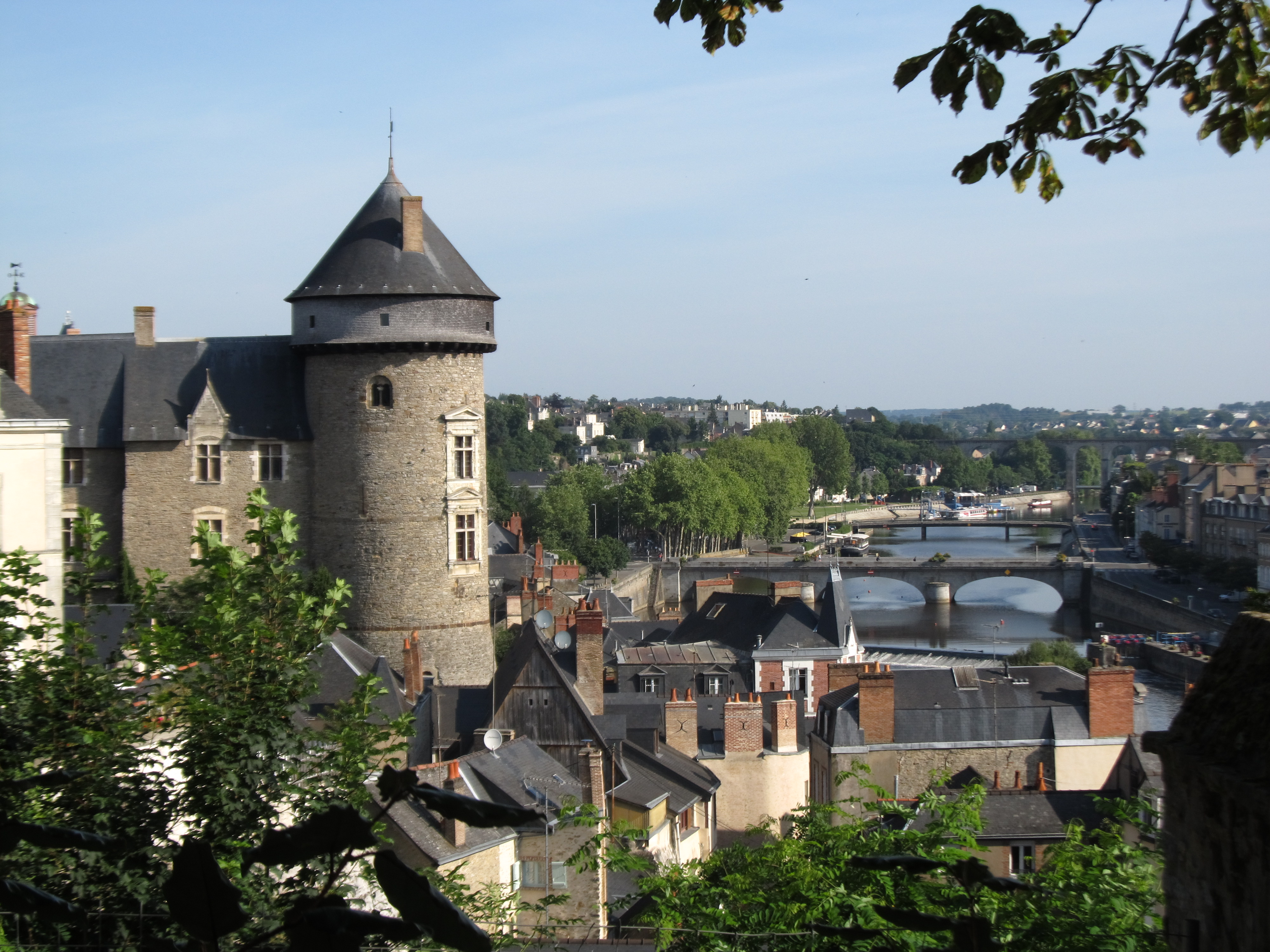
Laval